# Great Malvern
Great Malvern è un villaggio situato nella città di Malvern, nel Worcestershire.

## Geografia
Great Malvern si trova a circa 13 km a sud-ovest della città di Worcester, sulle pendici orientali delle Malvern Hills. L'altitudine della città varia da circa 50 a 200 metri s.l.m. Il fiume Severn scorre approssimatamente a circa 6,4 km ad est del villaggio.

## Trasporti
Great Malvern è attraversato direttamente dalla A449 road. La stazione di Great Malvern fornisce servizi ferroviari diretti verso Worcester, Hereford, Bristol, Westbury, Weymouth, Birmingham, Oxford e Londra. L'aeroporto più vicino è quello di Birmingham.